# Xã Star, Quận Bowman, Bắc Dakota
Xã Star (tiếng Anh: Star Township) là một xã thuộc quận Bowman, tiểu bang Bắc Dakota, Hoa Kỳ. Năm 2010, dân số của xã này là 50 người.